# Fra Besættelsestiden - Maj 1945
Fra Besættelsestiden - Maj 1945 er en dansk dokumentarisk optagelse.

## Handling
Billeder af Maj 1945 i Danmark, Skibet Anne - København i havn, folkemængder på gaden, blomsterbuketter for falden (?) på jorden. I FARVE: engelske tropper modtages, den engelske flåde i havn, folkemængder i gaden.
Arrestterede stikkere på lastvogne - muligvis DNSAP-leder Frits Clausen (i to korte klip), danske flag og engelske flag overalt i gaderne, politi og modstandsfolk går 'parade' på gaden, banner med 'Heartly Welcome' skrevet på.

## Medvirkende
- Frits Clausen